# Elezione reale del 983

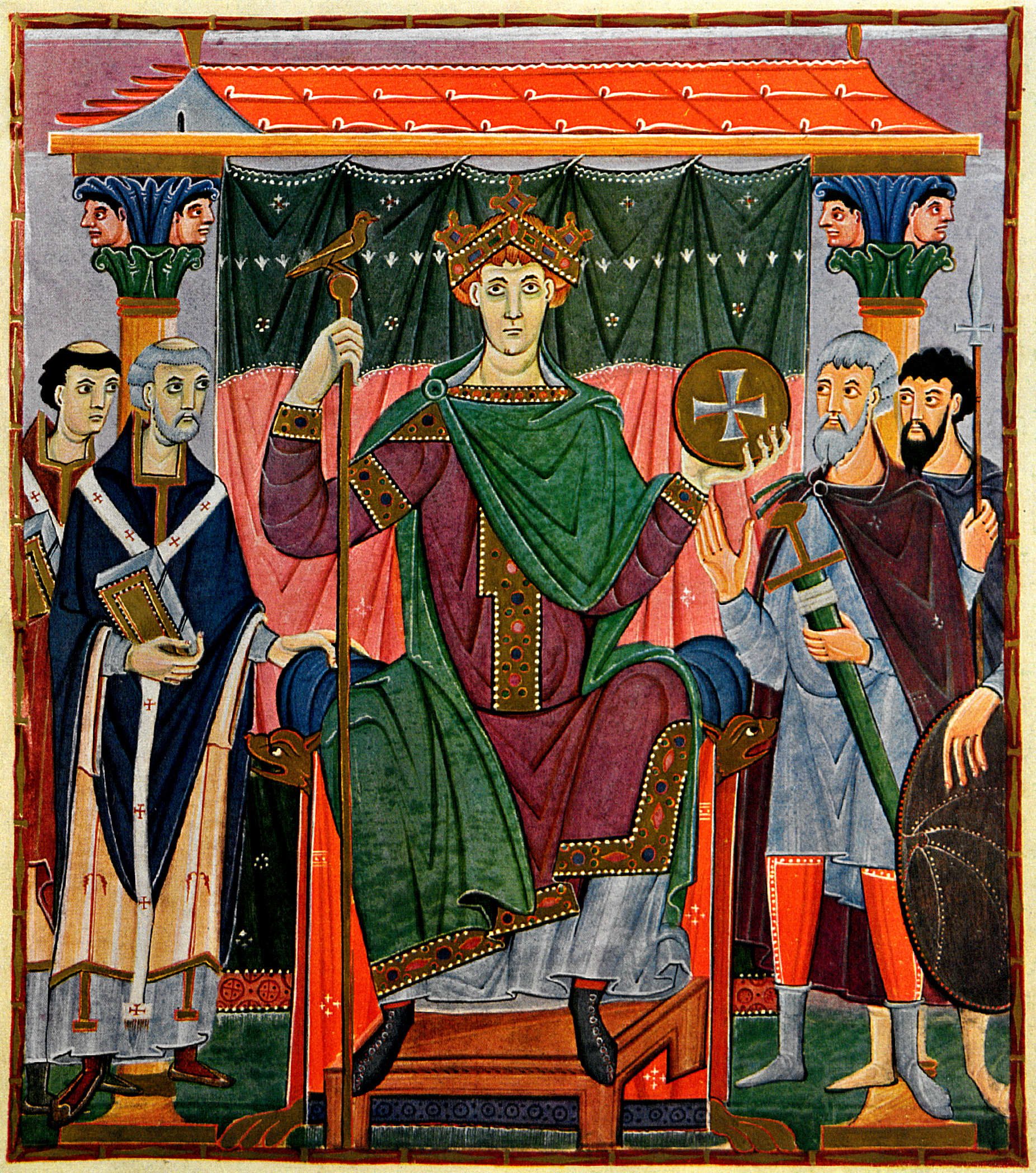
Ottone III dall'evangeliario di Ottone III.

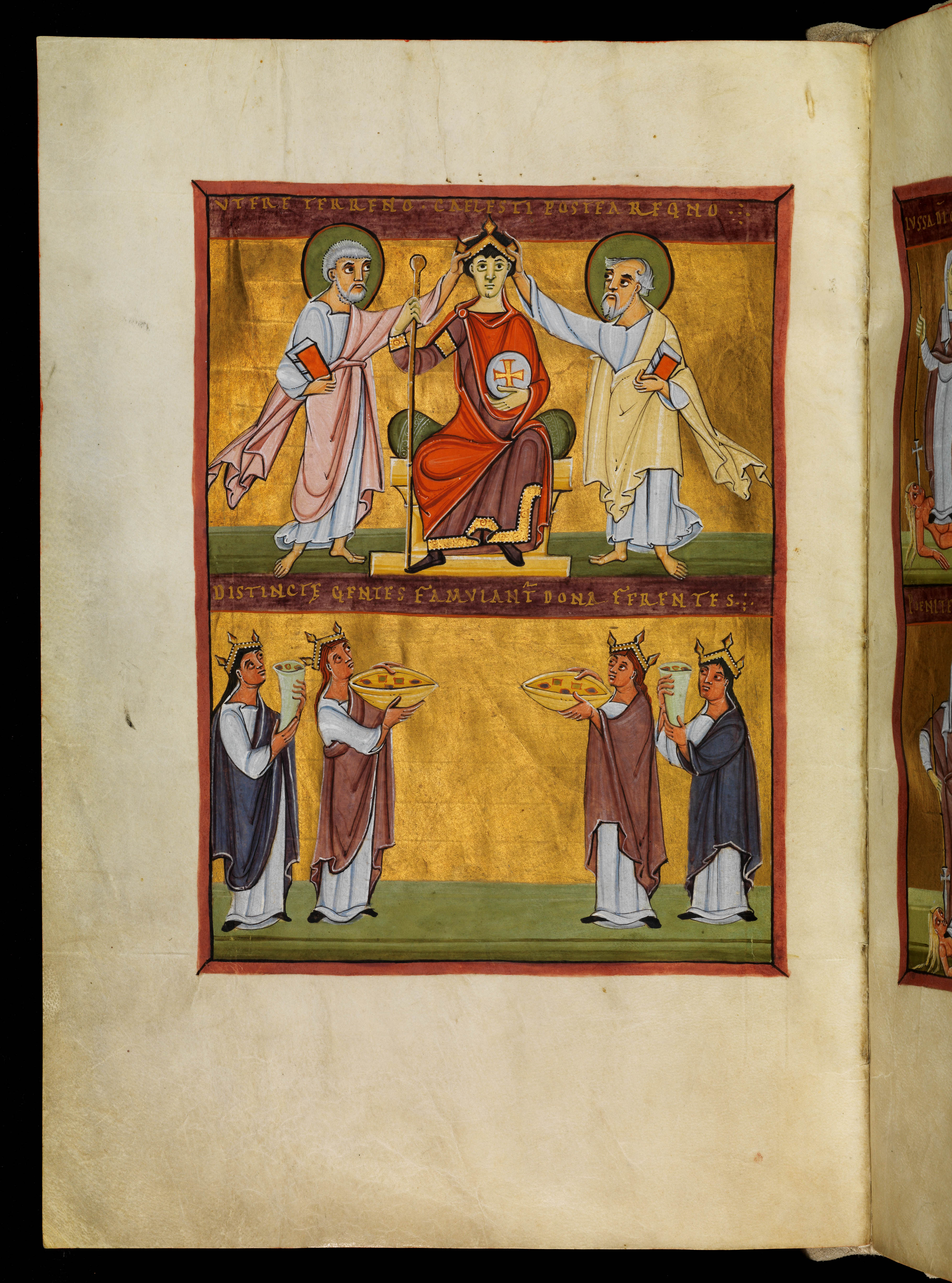
Incoronazione di Ottone III dall'Apocalisse di Bamberga.

L'elezione reale del 983, svoltasi a Verona il 27 maggio 983, fu l'occasione in cui Ottone III, di tre anni, fu eletto per governare insieme al padre, l'imperatore Ottone II, sui regni d'Italia e dei Franchi Orientali.

## L'elezione
Secondo Tietmaro di Merseburgo, l'iniziativa per la dieta imperiale che elesse Ottone III venne dai principi: «Tutti i nostri principi, udite queste penose notizie, si riunirono alquanto dispiaciuti e, attraverso una lettera inviata all'imperatore tramite un nunzio, unanimi sollecitarono caldamente un nuovo incontro [983]. Conosciuto il messaggio, il cesare acconsenti ben volentieri». Queste "penose notizie" riguardava la sconfitta di Ottone II nella battaglia di Crotone nel luglio 982. L'itinerario di Ottone tra la sua sconfitta a Crotone e la dieta a Verona è poco noto. Si è sostenuto che tornò in Germania e tenne una dieta preliminare a Magonza nel febbraio-marzo 983 in preparazione della dieta principale a Verona, ma gli studiosi non accettano universalmente questa teoria. 
Alla dieta di Verona parteciparono nobili provenienti sia dalla Germania che dall'Italia settentrionale. Secondo Tietmaro, "il figlio dell'imperatore fu eletto signore da tutti" (filius inperatoris ab omnibus in dominum eligitur). Sebbene il suo scopo principale fosse l'elezione di Ottone III come co-reggente, la dieta si occupò anche di altre questioni. I nobili promisero truppe a Ottone II per rinnovare la campagna nell'Italia meridionale. Selezionarono anche i nuovi duchi di Baviera e Svevia, poiché il duca Ottone I, che aveva detenuto entrambi i ducati, era morto.
Ottone III divenne il primo re tedesco minorenne. La sua elezione rappresentò anche la continuazione della dinastia ottoniana. Fu l'unica elezione tenutasi in Italia nella storia del Sacro Romano Impero e l'unica con una sostanziale partecipazione italiana. Germania e Italia erano state unite sotto un'unica corona solo dal 951. Gli eventi del 983 suggeriscono che la politica di Ottone II fosse quella di unificare i regni tedesco e italiano in un unico impero. L'elezione di Ottone III assicurò stabilità durante la lunga assenza prevista di Ottone II dalla Germania.
Ottone II inviò Ottone III in Germania per la sua incoronazione, mentre lui rimase in Italia. Ottone III fu consacrato e incoronato ad Aquisgrana il 25 dicembre 983 dagli arcivescovi Willigis di Magonza e Giovanni X di Ravenna in una cerimonia congiunta italo-tedesca. Ottone II era morto in Italia il 7 dicembre, ma la sua morte non era nota ad Aquisgrana al momento dell'incoronazione. 
L'elezione del 983 non fu del tutto indiscussa. Nel 984, lo zio di Ottone III, Enrico il Litigioso, tentò di usurpare la regalità, ma i nobili tedeschi riconobbero Ottone. Allo stesso modo, c'è poco che indichi che Ottone fosse ampiamente riconosciuto come re in Italia durante la sua minore età in Germania. Nonostante la morte di Ottone II, Ottone III rimase solo un re fino alla sua incoronazione imperiale da parte di papa Gregorio V a Roma nel 996.